# Персона нон грата (фильм, 2003)
«Персона нон грата» (англ. Persona Non Grata) — документальный фильм 2003 года режиссёра Оливера Стоуна об израильско-палестинском конфликте.
В фильме появляются Ясир Арафат, Эхуд Барак, Биньямин Нетаньяху, Шимон Перес, Джасан Йосеф и режиссёр Оливер Стоун в роли самих себя.

## Сюжет
Действующих лиц всего шесть: американский режиссёр и сценарист Оливер Стоун, трёхкратный лауреат премии «Оскар», израильские политические деятели и Ясир Арафат. Фильм является большим интервью с властями Израиля и Палестины во время их многолетнего конфликта.

## Восприятие
Арми Арчерд в своей статье для Variety отмечал: «Ясир Арафат не дал интервью, хотя Стоун несколько раз был близок к этому. Однако палестинская точка зрения более чем широко изложена в фильме другими, в том числе террористическими „Борцами за свободу“. Но разочарование в попытках урегулировать израильско-палестинскую проблему очевидно даже в крупных планах самого Стоуна».
По словам Time Out, «Готовность Оливера Стоуна вмешаться в арабо-израильский конфликт в равной степени впечатляет и злит. Он использует свою известность как таран, встречаясь один на один с рядом крупных игроков, включая Биньямина Нетаньяху и Эхуда Барака, представителей ХАМАС и „Бригады мучеников“ (интервью давал инкогнито, с оружием в руках)». Как минус проекта издание посчитало отсутствие в кадре Арафата, за исключением совсем небольшого эпизода.
Алессандра Стэнли (NY Times) осталась невысокого мнения о фильме: «Г-н Стоун не проливает нового света на конфликт… Операторская работа и резкий монтаж стандартных новостных изображений взрывов, машин скорой помощи и танков кинематографичны, но наблюдения г-на Стоуна столь же прямолинейны и просты, как и наблюдения любого недавно назначенного телевизионного корреспондента».